# ポップフレーマー
『ポップフレーマー』 (英:POP FLAMER) は、ジャパンレジャーが1982年12月に発売した業務用ビデオゲーム。火炎放射器を持ったネズミが、モンスターを退治しながらステージ上の風船を全て割ることを目指すアクションゲームである。

## ゲーム内容
火炎放射器を操る主人公のネズミ「ポップフレーマー」を操作し、縦スクロールする画面を歩いてステージ上の風船を全て割ればステージクリアとなるアクションゲームである。
1レバー+1ボタンで自機であるポップフレーマーを操作、レバーで自機を動かし、ボタンで火炎放射器による攻撃を行う。ステージ上の敵は火炎放射器で倒す事ができるが、火炎放射器は使うたびに射程が短くなっていく。ステージ上の風船を割る事で火炎放射器の燃料が補給され、射程を回復する事ができる。なお、敵は倒しても画面中央部より湧き出てくる。
各ステージの上下には「パワードリンク」が設置されており、これを飲み干すと自機が「スーパーマウス」に変身、周りの敵を飲み込んで倒す事ができ、更に一定時間自機の移動速度が上がり敵に接触してもミスにならなくなる。ただし、パワードリンクを飲み干すには時間が掛かり、その間は自機が無防備になってしまう。
ステージ上の風船を体当たりで全て割るとステージクリアとなるが、風船は正面からしっかり体当たりしないと割ることはできず、風船が最後の一つになると動き出すようになる。一部の風船に顔が出て膨らむ時があるが、この時に割ると普通に風船を割るより高いスコアを得る事ができる（1ステージ中に継続して割ると得られる得点が増加）。全4ステージのループゲームで、2面クリアするごとに敵を倒したり風船を割ったりすると入るスコアが上がっていく。ステージ上の敵に触れると1ミス、残機が全て無くなるとゲームオーバーとなる。

## 敵キャラクター
モゴラ
黄色いモグラのような敵。特に特徴はない。
ハラドン
怪獣のような敵。横方向に向かって「シビレ光線」を出してくる。シビレ光線に当たってもミスにはならないが、一定時間動けなくなってしまう。
ドコデモガエル
カエル。地形や風船を無視して移動する場合があり、更に小さなカエルを出してくる。小さなカエルに触れてもミスにはならないが、道を塞ぐ障害物となる。小さなカエルは火炎放射器で除去する事が可能。

## 移植版
| No. | タイトル         | 発売日       | 対応機種                      | 開発元     | 発売元     | メディア                              | 型式 | 備考               |
| --- | ---------------- | ------------ | ----------------------------- | ---------- | ---------- | ------------------------------------- | ---- | ------------------ |
| 1   | ポップフレーマー | 1983年秋     | SG-1000                       | 不明       | セガ       | 16KBロムカセット                      |      |                    |
| 2   | ポップフレーマー | 2021年9月9日 | PlayStation 4 Nintendo Switch | ハムスター | ハムスター | ダウンロード (アーケードアーカイブス) | -    | アーケード版の移植 |